# スヴェン・アンデルセン
スヴェン・アンデルセン（Svend Andersen）は、1948年、デンマーク生まれで、独立時計師アカデミーに所属する時計師である。
精密工学を学んだ後にスイスのジュネーヴに移住しパテック・フィリップに入社、複雑時計部門に所属していた。1984年に独立して時計メーカー「アンデルセン・ジュネーヴ」（Andersen Geneve ）を立ち上げて数々の複雑時計を発表している。